# Кредитная система
Креди́тная систе́ма — совокупность кредитных отношений, существующих в стране, форм и методов кредитования, банков или других кредитных учреждений, организующих и осуществляющих такого рода отношения.

## Определение
Согласно БРЭ кредитная система — это структурная совокупность элементов, реализующих сущность и функции кредита.

## Структура системы
Существуют два звена кредитной системы: банковские учреждения — банки и парабанковские учреждения.
Банки — кредитные учреждения, выполняющие большинство кредитно-финансовых услуг и поэтому являющиеся универсальными (коммерческие банки, инвестиционные, сберегательные, ипотечные, земельные и т. д.).
Парабанковская система образована специализированными кредитно-финансовыми и почтово-сберегательными институтами, ориентированными на выполнение круга финансовых услуг или обслуживание определённого типа клиентуры (ломбарды, страховые и инвестиционные компании, лизинговые, факторинговые фирмы, негосударственные пенсионные фонды, клиринговые палаты).
Основой кредитной системы является банковская система, которая несет основную нагрузку по кредитно-финансовому обслуживанию всего хозяйственного оборота.